# Wyścig Meksyku WTCC
Wyścig Meksyku WTCC – runda World Touring Car Championship rozgrywana w latach 2005–2006 i 2008–2009 na torze Autódromo Miguel E. Abed w mieście Amozoc de Mota koło Puebli w stanie Puebla. Wyścig Meksyku zaplanowany na sezon 2007 został odwołany z powodu problemów z torem i zastąpiono go Wyścigiem Holandii na torze Zandvoort. W sezonie 2010 rundę ponownie odwołano, tym razem z powodu powodzi w stanie Puebla. Nie zdecydowano się jednak zorganizować rundy zastępczej.

## Zwycięzcy
| Sezon | Kierowca                      | Samochód       | Zespół                 | Lokalizacja | Wyniki |
| ----- | ----------------------------- | -------------- | ---------------------- | ----------- | ------ |
| 2005  | Wyścig 1: Fabrizio Giovanardi | Alfa Romeo 156 | Alfa Romeo Racing Team | Puebla      | Wyniki |
| 2005  | Wyścig 2: Peter Terting       | SEAT Toledo    | SEAT Sport             | Puebla      | Wyniki |
| 2006  | Wyścig 1: Salvatore Tavano    | Alfa Romeo 156 | N.Technology           | Puebla      | Wyniki |
| 2006  | Wyścig 2: Augusto Farfus      | Alfa Romeo 156 | N.Technology           | Puebla      | Wyniki |
| 2008  | Wyścig 1: Jordi Gené          | SEAT León      | SEAT Sport             | Puebla      | Wyniki |
| 2008  | Wyścig 2: Tiago Monteiro      | SEAT León      | SEAT Sport             | Puebla      | Wyniki |
| 2009  | Wyścig 1: Rickard Rydell      | SEAT León      | SEAT Sport             | Puebla      | Wyniki |
| 2009  | Wyścig 2: Yvan Muller         | SEAT León      | SEAT Sport             | Puebla      | Wyniki |